# Bernhard Müller (Politiker, 1887)
Bernhard Müller (* 20. Februar 1887 in Süderschwei-Achterstadt; † 1. Dezember 1970 in Oldenburg) war ein deutscher Politiker. Müller war als Fuhrmann in Elsfleth tätig. Als Abgeordneter der SPD gehörte er von der ersten Sitzung am 30. Januar 1946 bis zur letzten am 6. November 1946 dem Ernannten Landtag von Oldenburg an.

## Quelle
- Barbara Simon: Abgeordnete in Niedersachsen 1946–1994. Biographisches Handbuch. Hrsg. vom Präsidenten des Niedersächsischen Landtages. Niedersächsischer Landtag, Hannover 1996.

| Personendaten    | Personendaten                  |
| ---------------- | ------------------------------ |
| NAME             | Müller, Bernhard               |
| KURZBESCHREIBUNG | deutscher Politiker (SPD), MdL |
| GEBURTSDATUM     | 20. Februar 1887               |
| GEBURTSORT       | Süderschwei-Achterstadt        |
| STERBEDATUM      | 1. Dezember 1970               |
| STERBEORT        | Oldenburg                      |